# Esreff H. Banks
Esreff Hill Banks (* 26. Mai 1821 in Buxton, Maine; † 27. November 1903 in Biddeford, Maine) war ein US-amerikanischer Geschäftsmann und Politiker, der von 1877 bis 1878 Maine State Treasurer und im Jahr 1860 Bürgermeister von Biddeford war.

## Leben
Esreff H. Banks wurde in Buxton, Maine als Sohn von James und Ruth Merrill Banks geboren. Banks ging etwa im Jahr 1838 in den Westen der Vereinigten Staaten, kehrte jedoch im Jahr 1843 zurück nach Maine und arbeitete in Saco.
Im Jahr 1847/1848 eröffnete er ein Handelsgeschäft, die Firma Hooper & Banks mit seinem Partner  E. H. C. Hooper in Biddeford. Nach dem Ausscheiden seines Partners im Jahr 1856 führte er das Geschäft bis zum Jahr 1874 alleine weiter.
Als Mitglied der Republikanischen Partei wurde Banks in den Jahren 1856 und 1857 als Abgeordneter ins Repräsentantenhaus von Maine für die Town Biddeford gewählt und führte im Jahr 1860 nach dem Tod von Jonathan Tuck dessen Amtszeit als Bürgermeister von Biddeford zu Ende. Er war Wahlmann in der Präsidentschaftswahl in den Vereinigten Staaten 1868 für Ulysses S. Grant. Dem Senat von Maine gehörte er in den Jahren 1864 und 1865 an. In den Jahren 1874, 1875 und 1876 wurde er zum Treasurer des York Countys gewählt und von 1877 bis 1878 war er Treasurer von Maine.
Über zehn Jahre war er Trustee der York County Savings Bank und vierzehn Jahre war er Direktor der First National Bank of Biddeford und seit 1879 ihr Präsident.
Banks heiratete im Jahr 1847 Lucinda Atkinson. Sie hatten eine Tochter, welche im Alter von 9 Jahren, im Jahr 1858 bereits starb.